# 坂木磯八
坂木 磯八（さかき いそはち）は、戦国時代の武将。上杉謙信の重臣である柿崎景家の家臣。

## 略歴
永禄4年（1561年）、第四次川中島の戦いで柿崎軍に参陣。突撃する武田方の山本勘助軍を迎え撃った。坂木は同輩の萩田三与兵衛・吉田喜四郎・河田軍兵衛らと共に勘助を八方より槍で突き、坂木がその首級を獲ったとされる。しかしその後の山本軍の猛攻により、首級は奪い返されてしまったと言う。

## 関連作品
- 風林火山（2007年、NHK大河ドラマ） - 演・渡辺慎一郎